# Бразда
Бразда је један од облика рељефа и сматра се најмањим почетним обликом линеарне денудације. Поједини аутори, почетним обликом линеарног отицања сматрају браздице, док бразда представља виши степен облика ерозије тла у односу на њих. Може се појавити на свим нагибима, у растреситом и распаднутом земљишту, и на разним геолошким подлогама.
Бразде су генерално трагови малих водених млазева, у виду жлебова, посталих отицањем кишнице. Имају дужину до 10 метара, дубину 3.5 cm а ширину до 5 cm. Поједини аутори наводе да бразде могу бити дубоке и 10-15 cm и да засецају читав оранични ”А” хоризонт. Јако су непостојане уколико се земљиште одржава орањем сваке године а уништавају их нови водени млазеви (јачи пљускови). Ако је међутим земљиште смањене плодности, па се сваке друге или треће године остави да се ”одмори”, тада постоје услови да се оне одрже или пређу у развијенији облик денудације - процјепе (процепе) и пролоке. Сузбијају се затрављивањем или агротехничком обрадом.
Бразде су најкарактеристичније за пашњачке површине, с обзиром да се оне не ору, а изложене су интензивној испаши.
Подморска бразда је по међународној терминологији морског дна пукотина или расцеп који продире у континентални или острвски шелф управто на правац обалске линије.
У поморству се браздом зову и трагови које објекти остављају при кретању површином воде.
У пољопривреди бразда је усечена линија у земљишту када се оно обради плугом ради сађења биљних култура.